# Hillscher Garten

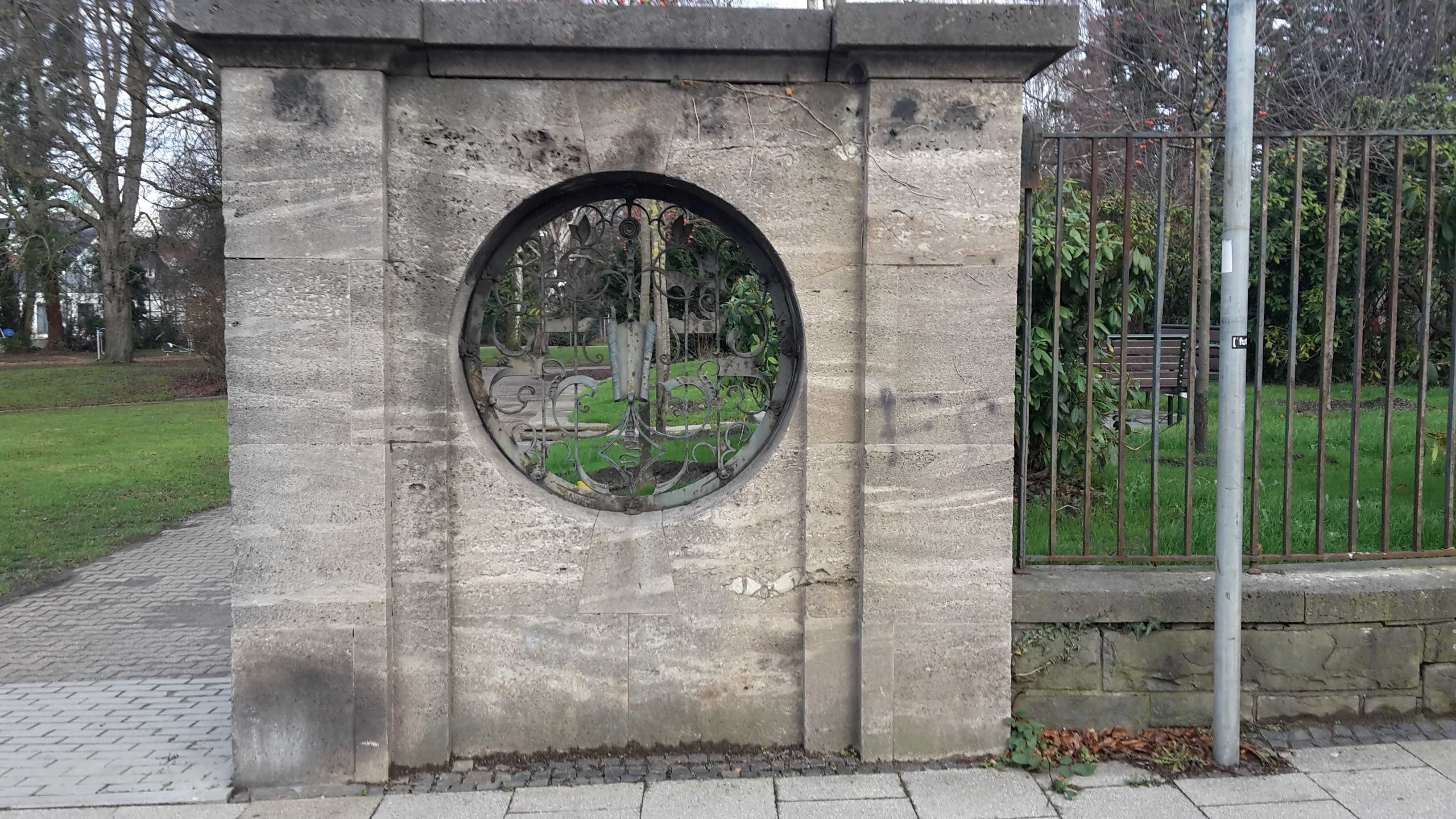
Eingangsbereich

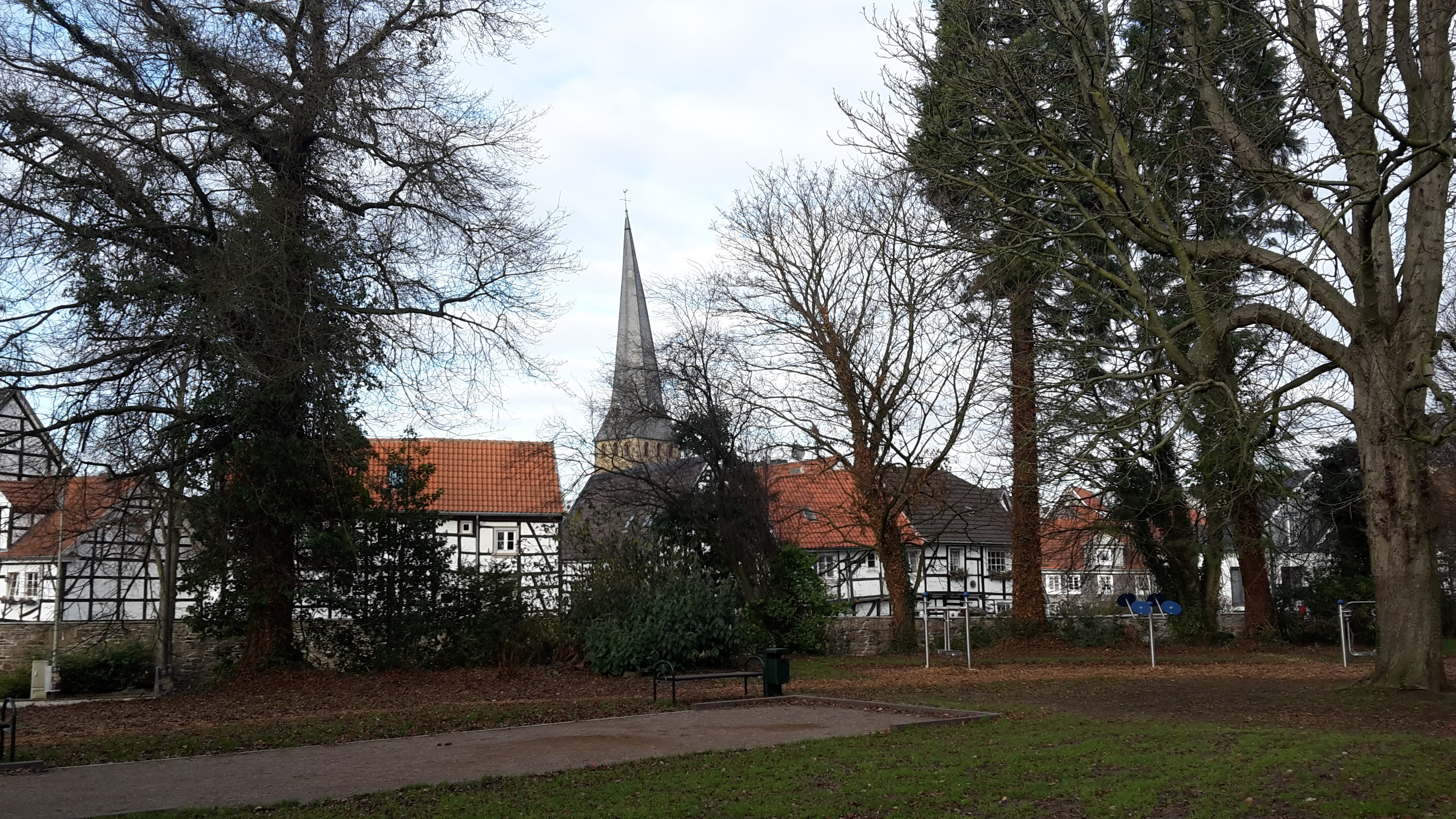
Blick in Richtung Altstadt

Der Hillsche Garten ist eine Parkanlage in Hattingen. Er befindet sich östlich der Altstadt zwischen Schulstraße, Bürgerzentrum Holschentor, Holschentor und Bredenscheider Straße.  
Die Stadt Hattingen erwarb 1980 von der Hattinger Kaufmannsfamilie Hill eine Villa und ein Grundstück. Sie ließ die Villa abreißen und auf dem 4700 m² großen Grundstück einen Park anlegen. Er wurde am 4. Juni 1982 eröffnet. Das alte Eisentor blieb noch zur Hälfte stehen.
2018 ließ die Stadt Hattingen den Park neu gestalten. Beteiligt war der Landschaftsarchitekt Armin Henne. Neu waren Bewegungsparcours, eine Boulebahn und eine Sitzterrasse. Das Wegenetz wurde erweitert. Die Kosten betrugen 200.000 Euro. Der Park wurde am 5. November 2018 von Bürgermeister Dirk Glaser der Öffentlichkeit übergeben.   